# كثرة القتل
من العلامات الصغرى لقيام الساعة في الإسلام هي: كثرة القتل، فعن أبي هريرة قال: قال رسول الله صلى الله عليه وسلم]] : (لا تقوم الساعة حتى تظهر الفتن، ويكثر الكذب، وتتقارب الأسواق، ويتقارب الزمان، ويكثر الهرج، قلت : وما الهرج؟ قال القتل) ، رواه الإمام أحمد في مسنده، وصححه.
وفي رواية أخرى عن أبي هريرة قال: قال  رسول الله : (والذى نفسي بيده لا تذهب الدنيا حتى يأتي يوم لا يدري القاتل فيما قتل ولا المقتول فيم قتل)، رواه الإمام مسلم.
وعن أبي موسى أن النبي رسول الله قال: (لا تقوم الساعة حتى يقتل الرجل أخاه، لا يدري فيم قتله)، رواه الحاكم في تاريخه.
وعن ميمونة بنت الحارث أم المؤمنين قالت: قال رسول الله: (ما أنتم إذا مرج الدين، وسفك الدماء، وظهرت الزينة، وشرف البنيان)، رواه الطبراني في الكبير. ومعنى قوله مرج الدين أي أختلط.
وقد بينت دراسة حديثة أن عدد القتلى من الناس في العالم قد بلغوا ما بين عامي 1907 و 2007 قرابة 250 مليون شخص، حيث قتل في الحرب العالمية الأولى قرابة 10 ملايين فرد، وفي الحرب العالمية الثانية أكثر من 62 مليون فرد، وقريب من هذا العدد أعداد من الجرحى، والمعطوبون، والمفقودون.
وفي الحرب العالمية الثانية أهلكت القنبلة النووية التي ألقيت على مدينة هيروشيما أكثر من 140 ألف شخص في المدينة، وفتكت القنبلة النووية الثانية بأكثر من 80 ألفاً في مدينة ناكازاكي، وقتل ما يقارب 43 مليون شخص في الحرب الداخلية بين الصينيين أنفسهم، وقتل 23 مليوناً في الحروب بين اليابان والصين، و3 ملايين شخصا في حرب فيتنام، وأكثر من 9 ملايين في أثيوبيا، والسودان والصومال، وكمبوديا، ونيجيريا، والموزمبيق.
أما في أفغانستان فقتل ما بين عامي 2007 و 2011 أكثر من 12 ألفاً من المدنيين وحدهم، ولقد كان الحصار الاقتصادي عليها لعدة سنوات قد تسبب في مقتل قرابة 15 ألف طفل. وفي العراق 20% من الأسر فقدت أحد أفرادها، بسبب الحرب عليها، حتى أنخفض متوسط عمر الفرد العراقي ب 20 سنة للرجال، و11 سنة للنساء. وبالتالي نرى ما يحدث عالميا من حروب هو مصداق ما حدث عنه في علامات أشراط الساعة من كثرة القتل وكثرة الهرج.